# 민중봉기

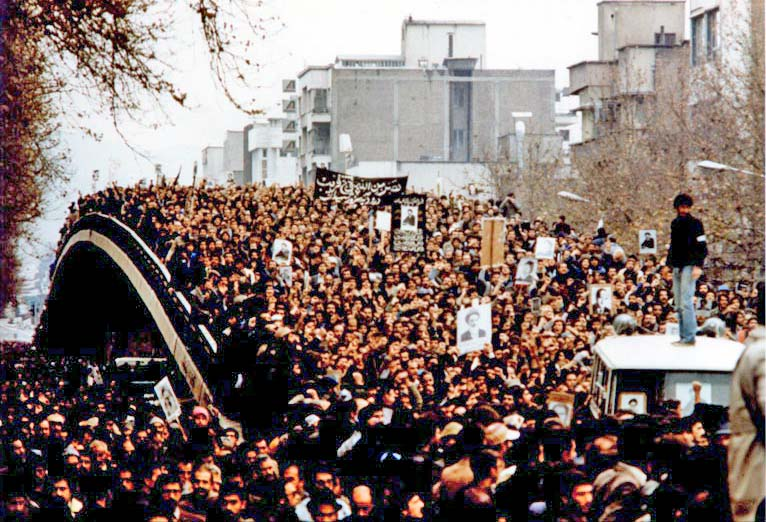
이란 혁명 때의 유명한 사진.

민중봉기(民衆蜂起, civil uprising)란 민중의 불복종이 대규모로 이루어져 끝내 그 불복종 운동의 참여자들이 당국 권위에 적대적이 되어 당국이 공공안전과 질서를 통제하기 어려워지는 상황이다.

## 같이 보기
- 계엄
- 군법